# Жуниньо Паулиста
Осва́лдо Жиро́лдо Жу́ниор (порт.-браз. Osvaldo Giroldo Júnior), более известный как Жуни́ньо или Жуниньо Паули́ста (порт.-браз. Juninho Paulista) (22 февраля 1973, Сан-Паулу, Бразилия) — бразильский футболист, атакующий полузащитник, чемпион мира по футболу 2002 года, бронзовый призёр Олимпиады-1996. Выступал: на родине — за «Сан-Паулу», «Васко да Гама», «Палмейрас», за рубежом — за «Мидлсбро», «Атлетико Мадрид», «Селтик» и «Сидней».

## Биография
Родился в Сан-Паулу. В 1993 году дебютировал в «Сан-Паулу». Это были удачные годы для клуба, который на тот момент, будучи под руководством великого Теле Сантаны, был одним из сильнейших в Бразилии и в мире. В том же году Жуниньо вместе с клубом выиграл Кубок Либертадорес, а затем и Межконтинентальный кубок, в финале которого был обыгран грозный «Милан». В феврале 1995 года Жуниньо дебютировал в сборной Бразилии.
В октябре того же года уехал играть в Европу, в английский «Мидлсбро», где сразу стал за свою игру любимцем болельщиков. Сезон 1996/97 сложился для «Мидлсбро» трагически: команда дошла до финала в Кубке Англии и Кубке Лиги, но уступила в обоих, а в конце года снятие 3 очков за неявку на матч с «Блэкберн Роверс» привело к вылету клуба из Премьер-Лиги.
По окончании сезона Жуниньо перешёл за £12 млн в испанский «Атлетико Мадрид». Начал в новом клубе неплохо, но травмы не позволили ему полностью раскрыться, и он, став глубоким запасным, был отдан в аренду на сезон 1999/00 обратно в «Мидлсбро», где провёл неплохой сезон, забив 4 гола в 24 играх. В этом же сезоне «Атлетико» вылетел из Примеры, а в Сегунде Жуниньо был им не нужен, и в итоге он был сдан в аренду ещё на сезон, на сей раз в «Васко да Гама», где, кстати, вместе с ним выступал его частичный тёзка Жуниньо Пернамбукано. С этой командой Жуниньо выиграл Чемпионат Бразилии по футболу (Серия A) и Копа Меркосур. Летом 2001 вернулся из аренды, полгода числился в мадридском «Атлетико», но играл редко, и в январе 2002 года отправился в третью аренду — в клуб «Фламенго».
Летом 2002 г. добился главного успеха в карьере, став на ЧМ-2002 в составе сборной Бразилии чемпионом мира по футболу. Играл на мундиале в 5 матчах из 7 всего сыгранных его командой, вышел на замену в финале. Внёс большой вклад в победу сборной на ЧМ.
Тем же летом окончательно покинул мадридский «Атлетико», вернувшись в «Мидлсбро», за который отыграл ещё два сезона, выиграв с ним Кубок Лиги. Это был последний крупный успех в его карьере. Летом 2004 года у него истёк срок контракта с «Мидлсбро», а нового соглашения стороны не заключили. Жуниньо перешёл как свободный агент в «Селтик». Там он неплохо начал, стал лучшим игроком в первом своём матче — дерби «Old Firm» против «Рейнджерс», но в дальнейшем сел на скамью запасных; как он сам позже говорил, тренер Мартин О’Нил так и не дал ему шанса закрепиться в составе.
Затем были в его карьере были «Палмейрас» и «Фламенго». С последним он выиграл два региональных соревнования, но долго поиграть там ему не довелось. В ходе проигранного «Фламенго» матча Кубка Либертадорес с уругвайским клубом «Дефенсор Спортинг» (счёт 0:3) между Жуниньо и тренером «Фламенго» Неем Франко возникла потасовка, за это Жуниньо был отчислен из клуба. Последним клубом Жуниньо был австралийский «Сидней». Покинув его, Жуниньо Паулиста завершил игровую карьеру.
8 июля 2019 года назначен координатором сборной Бразилии. Сменил на этом посту Эду Гаспара.

## Награды
«Сан-Паулу»
- Обладатель Кубка Либертадорес (1993)
- Обладатель Суперкубка Либертадорес (1993)
- Обладатель Межконтинентального кубка (1993)
- Обладатель Южноамериканской Рекопы (1994)
- Обладатель Кубка КОНМЕБОЛ (1994)

«Васко да Гама»
- Чемпион Бразилии (2000)
- Обладатель Кубка Меркосур (2000)

«Мидлсбро»
- Обладатель Кубка английской Лиги (2004)

«Фламенго»
- Чемпион штата Рио-де-Жанейро (2007)

Сборная Бразилии
- Бронзовый призёр Олимпийских игр-1996 (Атланта)
- Чемпион мира 2002

Персональные
- Игрок сезона английской Премьер-лиги: 1996/97
- Лучший бомбардир Кубка КОНМЕБОЛ: 1994
- Обладатель «Серебряного мяча» (по версии журнала «Плакар»): 2000, 2005